# Vale of White Horse
Vale of White Horse es un distrito no metropolitano del condado de Oxfordshire (Inglaterra). Tiene una superficie de 577,62 km². Según el censo de 2001, Vale of White Horse estaba habitado por 115 627 personas y su densidad de población era de 200,18 hab/km².